# Mindflow
Mindflow es una banda brasileña de metal progresivo. Fue fundada en 1999 en São Paulo y lanzaron su primer álbum titulado Just the Two of Us... Me and Them al año siguiente. Este álbum resultó ser un éxito en ventas para la compañía discográfica. En 2006 lanzaron su segundo álbum, Mind Over Body. Dos años después, lanzan su tercer álbum llamado Destructive Device. Su cuarto y último álbum 365 fue lanzado en 2009. En 2011 lanzaron un álbum recopilatorio llamado With Bare Hands.
Son reconocidos en Iberoamérica por ser una de las bandas más famosas de rock de Brasil.

## Historia
La banda tiene su origen cuando dos colegiales brasileños faseados, Rafael Pensado y Rodrigo Hidalgo, se encontraron en Australia, se hicieron amigos y tuvieron la idea de crear una banda. Ellos tocaban en bandas de covers pero decidieron crear su propia música. Mientras tanto en Brasil, Ricardo Winandy aprendía a tocar diferentes instrumentos hasta que se decidió por el bajo. Al mismo tiempo, el joven Danilo Herbert estaba cantando con una serie de bandas locales mientras aprendía todo lo que pudo acerca de la técnica vocal y teoría musical. Rafael y Rodrigo vuelven a Brasil un año más tarde y se encuentran con Ricardo, este se les une. Hicieron audiciones para encontrar un vocalista, allí encontraron a Danilo. Luego de esto, decidieron llamarse Mindflow.

## Miembros
Miembros actuales
- Danilo Herbert – voz principal[1]
- Rafael Pensado – batería, coros
- Ricardo Winandy – bajo
- Rodrigo Hidalgo – guitarra, coros
- Cacá Barros – guitarra

Antiguos miembros
- Miguel Spada – teclado, coros

## Discografía

### Álbumes de estudio
- Just the Two of Us... Me and Them (2004)[1]
- Mind Over Body (2006)
- Destructive Device (2008)
- 365 (2009)

### Álbumes recopilatorios
- With Bare Hands (2011)